# Tristan Décamps
Pour les articles homonymes, voir Décamps.
Tristan Décamps est un chanteur, auteur et compositeur français né le 4 août 1972 à Belfort.

## Biographie
Tristan est le fils de Christian Décamps, meneur du groupe de rock français Ange. Il commence aux claviers et au chant auprès de son père dans le groupe Christian Décamps et Fils en 1990. Il remplace ensuite son oncle Francis aux claviers et au chant au sein du groupe Ange en 1995. 
Il sort en 2001 un album solo, Le Jouet, et participe également à d'autres productions en tant que chanteur, compositeur, interprète et producteur-arrangeur pour divers groupes et artistes. En 2013, il sort son deuxième album studio Le Bruit des Humains avec la participation de quelques invités de marque dont Anna LaCazio (chanteuse du groupe américain Cock Robin) ainsi que Christophe Peloil (violoniste de Tri Yann) ou encore du guitariste breton Pat O'May. Le 3 juin 2017, il donne un spectacle unique intitulé XLIV à la basilique de Luxeuil-les-Bains créé pour cette occasion, reposant à parts égales sur l'écriture et l'improvisation. Il donnera naissance au DVD en public XLIV sorti cinq ans plus tard en 2022. 
Tristan a un fils, Django, né en 2006.

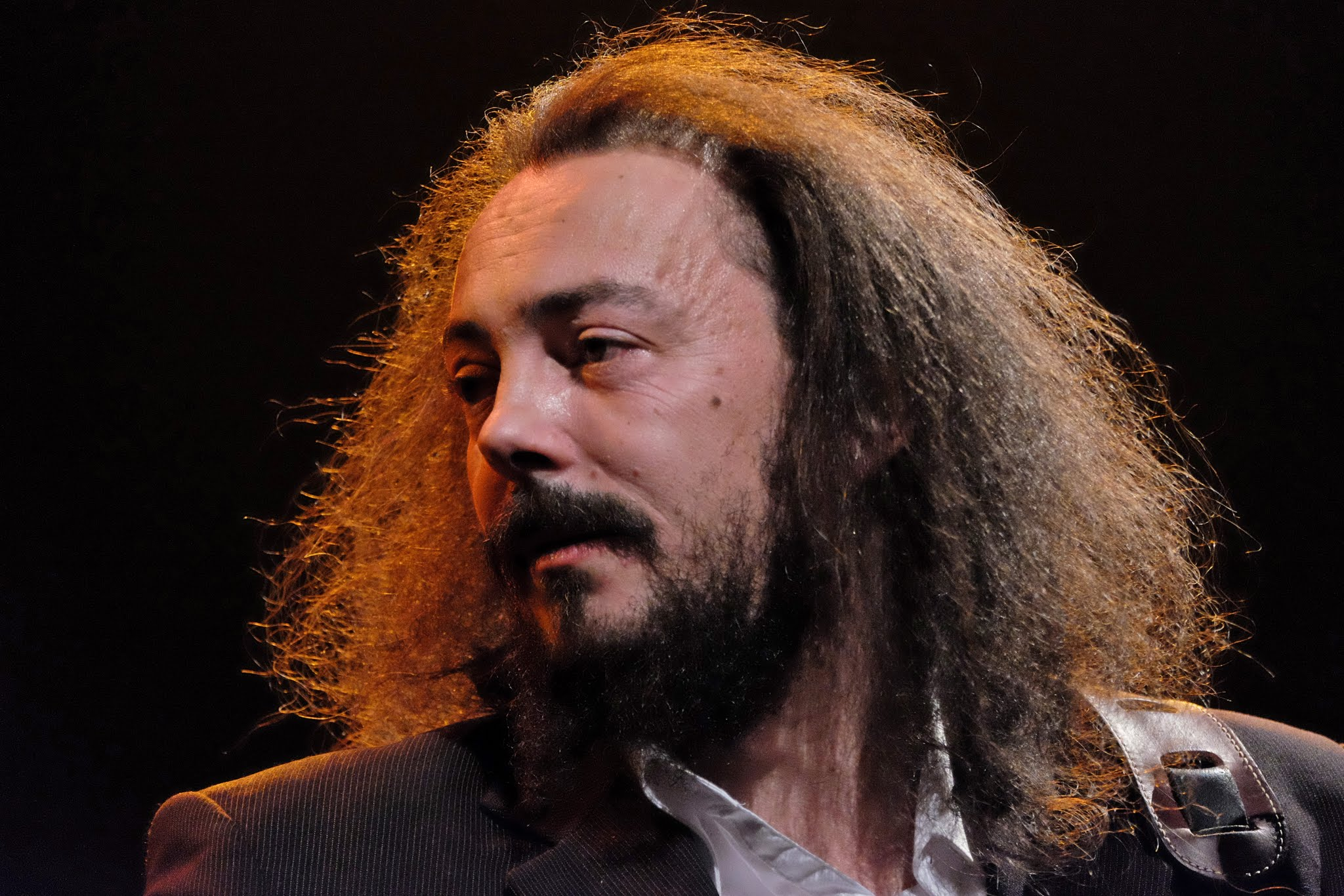

## Discographie

### Solo
- 1997 : Live at the goulotte
- 1999 : Live at ze concert in ze goulotte
- 2000 : CD de trois titres Un été au harem, Plus de place sur la terre, L'âme idéale
- 2002 : Le jouet
- 2013 : Le Bruit des Humains
- 2015 : Le Jouet Réédition (double album dont un inédit en concert )
- 2022 : DVD XLIV  spectacle enregistré à la Basilique de Luxeuil-les-Bains

### Christian Décamps & Fils
- 1990  : Juste une ligne bleue
- 1994  : Nu sur Pour comme un malentendu
- 1995  : V'soul Vesoul V'soul !
- 1997  : Troisième étoile à gauche
- 1998  : Poèmes de la Noiseraie
- 2003  : Murmures

### Ange
| - 1999 : La Voiture à eau - 2001 : Culinaire Lingus - 2005 : ? - 2007 : Souffleurs de vers - 2010 : Le bois travaille, même le dimanche - 2012 : Moyen-âge - 2014 : Émile Jacotey Résurrection - 2018 : Heureux | - 2000 : Rêves parties (double CD) - 2007 : Le tour de la question - 2007 : Zénith An II (double CD) - 2009 : Souffleurs de vers Tour (CD et DVD) - 2012 : Escale à Ch'tiland (live à Lille, 2010, CD et DVD) - 2019 : Escale Heureuse (live à Nancy, 2019, double CD/DVD) |

### Autres participations
- 1998 : Éric Poinçot, Mine de rien
- 2003 : Isatys, Un bleu à l'âme
- 2006 : Isatys, Danser sur la lune
- 2007 : Athanor, Le testament du diable
- 2009 : Opéra rock d'Alan Simon, Anne de Bretagne
- 2012 : Francis Décamps, Francis Décamps revisite Caricatures
- 2020 : Francis Décamps, De retour au cimetière des Arlequins